# Gaurella
Gaurella là một thị xã và là một nagar panchayat của quận Bilaspur thuộc bang Chhattisgarh, Ấn Độ.

## Nhân khẩu
Theo điều tra dân số năm 2001 của Ấn Độ, Gaurella có dân số 15.173 người. Phái nam chiếm 51% tổng số dân và phái nữ chiếm 49%. Gaurella có tỷ lệ 72% biết đọc biết viết, cao hơn tỷ lệ trung bình toàn quốc là 59,5%: tỷ lệ cho phái nam là 79%, và tỷ lệ cho phái nữ là 64%. Tại Gaurella, 13% dân số nhỏ hơn 6 tuổi.